# Vovk
La rivière Vovk (en ukrainien : Вовк) est un cours d'eau de l'ouest de l'Ukraine et un affluent du Boug méridional.

## Géographie
La Vovk arrose l'oblast de Khmelnytskyï. Elle prend sa source au nord du village de Roujytchanka. Après avoir traversé la ville de Derajnia, elle se jette dans le Boug méridional à Letytchiv. Il arrose le parc naturel national du haut Pobouj.